# 덴푸라
덴푸라(일본어: 天ぷら)는 일본의 튀김 요리이다. 해산물이나 채소 등에 밀가루 튀김옷을 입혀 기름에 튀겨 내는 음식으로, 16세기 후반 경 포르투갈 선교사에 의해 전해진 서양 요리의 영향을 받아 만들어졌다. 에도막부가 식용유 증산을 주도한 후 튀김요리가 널리 보급되면서 현대들어서는 일본의 국민 음식 가운데 하나로 자리잡게 되었다.
180도 정도의 고온으로 뜨거워진 기름에 단시간 내에 음식을 익힘으로 인해 영양가 손실이 적고 식재료 본연의 맛이 살아 있으며 기름으로 인해 고소한 맛을 더한다. 더운 날씨에 냉장 보관하지 않아도 쉽게 상하지 않는 특징이 있다. 튀김옷이나 식재료에 지방이 흡수되어 칼로리가 높은 음식으로 변한다.
한반도에 튀김 요리 문화가 형성되는데 영향을 준 것을 추정된다. 본래 한반도에는 밀가루와 식용유가 귀했기 때문에 지짐이나 볶음 정도만 있었고 튀김 요리는 발달하지 못했었다. 조선후기와 일제 강점기 시절에 덴푸라와 함께 튀김요리가 한반도로 전래된 것으로 보인다.

## 어원
일본어 "덴푸라(天ぷら)"의 어원은 "사계제일(四季齊日)"을 뜻하는 포르투갈어 "템포라(têmpora)"에서 유래하였거나, "양념"을 뜻하는 포르투갈어 "템페루(tempero)" 또는 "양념하다"를 뜻하는 동사 "템페라르(temperar)"의 3인칭 단수 형태인 "템페라(tempera)"에서 유래했다고 추정된다.

## 역사

### 전래
1529년, 스페인과 포르투갈간에 사라고사 조약(Treaty of Zaragoza)이 체결된 이후 동방무역은 포르투갈이 주도했다. 1543년, 일본 다네가섬(종자도)에 표류한 포르투갈 인이 처음으로 유럽의 화승총을 전해주었다는 기록이 있다. 이것이 최초로 일본과 포르투갈 간에 교류가 시작된 것으로 본다. 이후 포르투갈 왕 주앙 3세가 동방에 파견할 선교사를 구하자 당시 예수회 원장이었던 로욜라의 추천을 받은 하비에르는 선교사가 되었다. 1549년, 예수회 소속 하비에르 선교사가 최초로 카톨릭을 일본에 전하였다. 이때 함께 온 일행들이 카톨릭의 금육일(禁肉日)을 지키기 위해 고기 대신에 생선과 야채를 기름에 튀겨 먹으며 자연스럽게 튀김 요리 문화가 전래되었다.
과거 일본 요리에서 튀김 음식은 튀김옷 없이 튀기거나 쌀가루를 묻혀 튀겼다는 설이 있으나 튀김요리가 발달하지 못했었다. 포르투갈인들은 밀가루 튀김옷을 묻혀 튀기는 방식을 소개했다. 포르투갈의 페이시뉴 다 오르타 등이 덴푸라의 기원이 된 음식이라 추정된다. 에도막부는 유채기름 증산을 주도하였고 튀김요리는 서민들도 먹을 수 있는 대중적인 음식이 되었다. 메이지유신(1868년) 때에는 기존에 금기시 했던 육식에 대한 해금령이 내려지자 돈가스를 비롯해 갖가지 서양의 튀김요리가 유행하게 되었다.

### 기원
포르투갈은 15세기에 대항해 시대를 열었던 해상강국 답게 생선과 해산물을 많이 먹었다. 생선을 싫어하는 유립치고는 특이한 경우라 할 수 있다. 이런 포르투갈에서는 유럽에서 처음으로 생선을 기름에 튀겨 먹기 시작했다. 또한 포르투갈에는 생선이외에도 각종 식재료를 이용한 튀김 요리문화가 발달해 있었다. 그럴수 있었던 것은 로마제국이 이베리아 반도에 광활한 올리브 숲을 조성해 올리브 오일 생산기지로 사용했던 영향으로 포르투갈에는 식용유가 풍부했기 때문이다. 튀김조리법은 포르투갈 뿐만 아니라 중세에 올리브 오일이 많이 생산되는 지중해 연안 지역에서 많이 전해내려 오고 있었다.
기독교화 되어 있었던 유럽은 종교적인 관습에 의해 1년에 166일 정도는 계란을 비롯한 닭고기와 소고기 등 육식을 금하였다. 그러나 이런 금육일(禁肉日)에도 생선만은 허용되었다. 생선은 주로 튀겨 먹었는데, 특히 안식일에는 불을 피우거나 요리를 하는 등에 일조차 일체 금하였기 때문에 미리 생선을 튀켜 놓았다가 안식일에 먹기도 했다. 튀긴음식은 여름에도 쉽게 상하지 않았기 때문이다. 현재에도 포르투갈에는 각종 생선 요리와 튀김 요리가 발달해 있는 것을 볼 수 있다.

## 만들기
대표적인 재료로는 개량조개, 망둑어, 뱅어, 베도라치, 보리멸, 붕장어, 새우, 오징어 등 해산물과 가지, 단호박, 연근 등 채소가 있다.
튀김옷은 밀가루, 달걀, 찬물(또는 얼음물)로 만들며, 녹말가루나 쌀가루, 베이킹 파우더 등을 섞은 튀김가루를 사용하기도 한다.
식용유 또는 볶지 않은 참깨에서 짠 참기름 등을 사용해 튀긴다.

## 같이 보기
- 튀기기
- 튀김
- 식용유
- 돈가스
- 가라아게
- 쇼진아게
- 파코라
- 프리터
- 덴돈
- 프란치스코 하비에르